# Centralasiatiska mästerskapet i fotboll för damer
Centralasiatiska mästerskapet i fotboll för damer är en regional turnering för AFC:s centralasiatiska damlandslag.

## Nationer
- Afghanistan
- Iran
- Kirgizistan
- Tadzjikistan
- Turkmenistan
- Uzbekistan

## Resultat
| År   | Värdnation   | Vinnare    | Tvåa | Trea         | Fyra         |
| ---- | ------------ | ---------- | ---- | ------------ | ------------ |
| 2018 | Uzbekistan   | Uzbekistan | Iran | Tadzjikistan | Kirgizistan  |
| 2022 | Tadzjikistan | Uzbekistan | Iran | Kirgizistan  | Turkmenistan |